# Cambé
Cambé je obec (município) a město v brazilském státě Paraná, nacházející se na severu státu. V roce 2010 mělo 96 735 obyvatel a je součástí aglomerace města Londrina.

## Dějiny
V roce 1925 Companhia de Terras Norte do Paraná (Společnost severního území státu Paraná) získala plochu 515 tisíc akrů původních lesů, což odpovídalo 14% z celkového stavu úrodné půdy připravené ke kolonizaci.
Prvních 10 rodin přišlo do Cambé v lednu 1932 a pocházely z Gdaňska. Jméno Nový Dantzig bylo vybráno společností, která předpovídala příchod velkého množství lidí z oblasti Gdaňska. Navzdory mnoha obtížím v počátcích kolonizace, úrodnost země přilákala množství italských, slovenských, českých, německých, portugalských a japonských přistěhovalců, jakož i imigrantů z oblasti Sao Paula a severovýchodu země.
Káva, bavlna, obilí, těžba dřeva a stavebnictví byly hlavními odvětvími v regionu. Městské jádro začalo růst a stalo se centrem dodávek a služeb pro obyvatelstvo. Město bylo známé malými řemesly, byli zde malí a střední obchodníci, ale i krejčí, holiči, obuvníci, zedníci, tesaři, truhláři, úředníci a lékaři.
Ve 40. letech příchod druhé světové války znamenal, že jméno osady bylo změněno, neboť Gdaňsk (bývalý Danzig) patřil Německu a to bylo nepřátelskou zemí. Nový Dantzig byl přejmenován na Cambé, jméno řeky, která protéká městem.
Vzhledem k růstu populace a s ohledem na slibný růst Cambé v roce 1947 guvernér podepsal zákon, kterým se osada stala obcí. Brzy nato byl povýšen na město. 16. listopadu 1947 zvolili občané profesora Jacídio Correia prvním starostou Cambé.
Původ názvu města je z jazyka indiánů kmene Tupí, je odvozen od jejich názvu pro strom, les, jiná alternativa hovoří o výrazu pro jelena, protože v oblasti se jich vyskytoval hojný počet.

## Colônia Bratislava
Colônia Bratislava (Kolonie Bratislava) - byla založena v letech 1931 a 1932, nachází se v obci Glebe Cafezal. Slováci se ve třicátých letech usadili v dolní části obce. V Cambé se nachází ulice Estrada de Bratislava, pojmenovaná pravděpodobně na počest přistěhovalců ze Slovenska.

## Ekonomika
V současné době je hlavním odvětvím ve městě zemědělství, hlavně zpracování sójových bobů. Město má rozsáhlou průmyslovou zónu, se zaměřením na zemědělství a chemický průmysl. Turistika a obchod ve městě jsou mírně znevýhodněné blízkostí Londriny. Ačkoli město nemá letiště v rámci svých hranic, letiště města Londrina je jen dvanáct kilometrů od města.

## Události
Mezi hlavní události města patří tradiční akce "Festa das Nações", "Festival národů", zaměřený na obnovu, ochranu a šíření historie a kultury města. Slouží jako spojení mezi první generací osadníků a generací současnou, prostřednictvím jídla, tance a hudby oslavuje typické spojení etnických skupin, které pomáhaly utvářet město.